# Botanophila zhuoniensis
Botanophila zhuoniensis este o specie de muște din genul Botanophila, familia Anthomyiidae, descrisă de Jin în anul 1983. Conform Catalogue of Life specia Botanophila zhuoniensis nu are subspecii cunoscute.